# Marian Lech Klementowski
Marian Lech Klementowski (ur. 19 kwietnia 1943 w Ustjanowej w gminie Ustrzyki Dolne, zm. 27 listopada 2013) – polski historyk państwa i prawa, doktor habilitowany nauk prawnych, wykładowca Uniwersytetu Marii Curie-Skłodowskiej.

## Życiorys
W 1960 r. rozpoczął studia prawnicze na UMCS. W 1965 r. uzyskał dyplom magistra na podstawie pracy Zemsta legalna jako forma wymiaru sprawiedliwości w państwie niemieckim za panowania dynastii saskiej (919-1024). W tym samym roku podjął pracę na UMCS. W 1973 r. obronił doktorat pt. Wymiar sprawiedliwości karnej według prawa niemieckich pokojów ziemskich w XI - do połowy XIII wieku. W listopadzie 1994 r. został mianowany przez Radę Wydziału Prawa i Administracji UMCS doktorem habilitowanym. Od 1998 r. profesor nadzwyczajny UMCS. Zmarł 27 listopada 2013 r., pochowany został w Rzeszowie.

## Działalność naukowa
Głównym obszarem jego badań były dzieje prawa karnego średniowiecznej Europy. Prace naukowe w tym zakresie publikował zarówno w polskich jak i zagranicznych czasopismach, m.in. w "Zeitschrift der Savigny-Stiftung für Rechtsgeschichte". Badał także m.in. zagadnienie historii prawnej ochrony wolności osobistej i nietykalności. Był znawcą prawa karnego średniowiecznych ludów germańskich. Jako jeden z nielicznych badaczy polskich zajmował się naukowo tematem odpowiedzialności karnej zwierząt w dawnej praktyce sądowej. Jest autorem ok. 50 publikacji naukowych, a pod jego kierunkiem powstało niemal 300 prac magisterskich oraz pięć rozpraw doktorskich.

## Odznaczenia
- Brązowy Krzyż Zasługi (1983)
- Złoty Krzyż Zasługi (1987)[3]

## Wybrane publikacje
- Odpowiedzialność nieletniego w średniowiecznych prawach Europy, [w:] Postępowanie z nieletnim. Orzekanie i wprowadzanie środków wychowawczych i poprawczych, red. T. Bojarski, Lublin 1988.
- Ewolucja zasad odpowiedzialności karnej w prawie niemieckim do połowy XIII wieku, „Annales UMCS" 36/1989.
- Studia nad kształtowaniem się gwarancji ochrony wolności osobistej w państwie niemieckim (X-XIV wiek), Lublin 1994.
- Zaostrzenie kar śmierci z udziałem zwierząt w średniowiecznych i wczesnonowożytnych państwach europejskich, „Rejent" 3/2005.
- Powszechna historia ustroju, Warszawa 2012.